# Moloneys Schmalflügel-Fledermaus
Moloneys Schmalflügel-Fledermaus (Mimetillus moloneyi) ist eine Fledermausart aus der Familie der Glattnasen (Vespertilionidae), die in Afrika vorkommt.

## Merkmale
Die Art erreicht eine Kopfrumpflänge von 48 bis 58 mm, eine Schwanzlänge von 26 bis 38 mm und ein Gewicht von 6,0 bis 11,5 g. Die Unterarme sind 27 bis 31 mm lang. Auffällig ist die geringe Flügelspannweite von etwa 175 mm. Das Fell hat überwiegend eine dunkelbraune bis schwarze Farbe, gelegentlich mit einem rötlichen Schimmer. Weitere Kennzeichen sind die dreieckigen Ohren mit abgerundeten Spitzen, der flache Schädel und die kurzen Hinterbeine. Geschlechtsreife Tiere besitzen große Drüsen an der Schnauze.

## Verbreitung und Lebensraum
Moloneys Schmalflügel-Fledermaus bewohnt die zentralen Bereiche Afrikas, kommt jedoch nicht im dichten tropischen Regenwald des Kongobeckens vor. Das Verbreitungsgebiet reicht von Sierra Leone ostwärts bis West-Äthiopien und Kenia, danach ich südliche Richtung bis Mosambik und von hier wieder nach Westen bis Angola. In Gebirgen werden 2300 Meter Meereshöhe erreicht. Diese Fledermaus hält sich in Landschaften auf, in denen sich Savannen und kleinere Wälder abwechseln. Sie besucht auch die Randbereiche des Regenwaldes.

## Lebensweise
Kleinere Gruppen von 9 bis 12 Individuen ruhen unter der abgelösten Rinde älterer Bäume oder in Gebäuden. Nachts jagen sie fliegende Insekten. Aufgrund der geringen Flügelspannweite benötigt Moloneys Schmalflügel-Fledermaus einen erhöhten Absprungplatz, um die nötige Fluggeschwindigkeit erreichen zu können. Mit ihrem schnellen Flügelschlag, kann die Art leicht von anderen Fledermäusen Afrikas unterschieden werden. Nach 10 bis 15 Minuten Flug ist eine Ruhepause notwendig.
Die Geburt der Jungtiere findet am Ende der Trockenzeiten statt. Ein Wurf besteht meist aus einem Jungtier.